# Tenthredo zonula
Tenthredo zonula är en stekelart som beskrevs av Johann Christoph Friedrich Klug 1817. Tenthredo zonula ingår i släktet Tenthredo, och familjen bladsteklar. Arten är reproducerande i Sverige.

## Bildgalleri

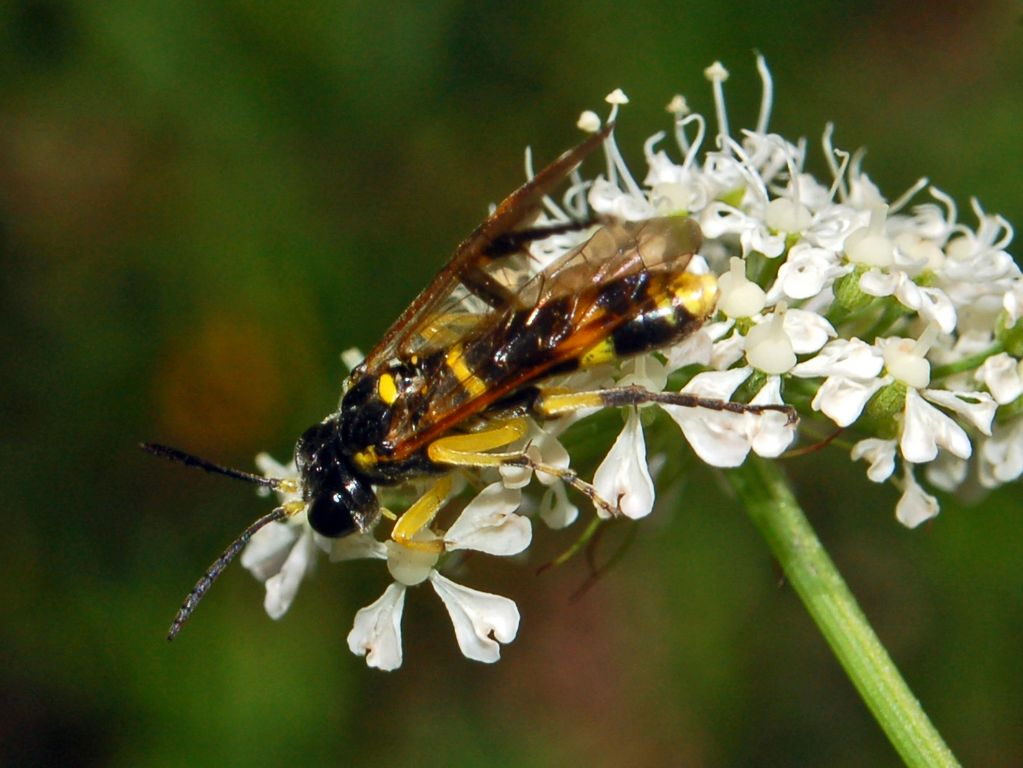
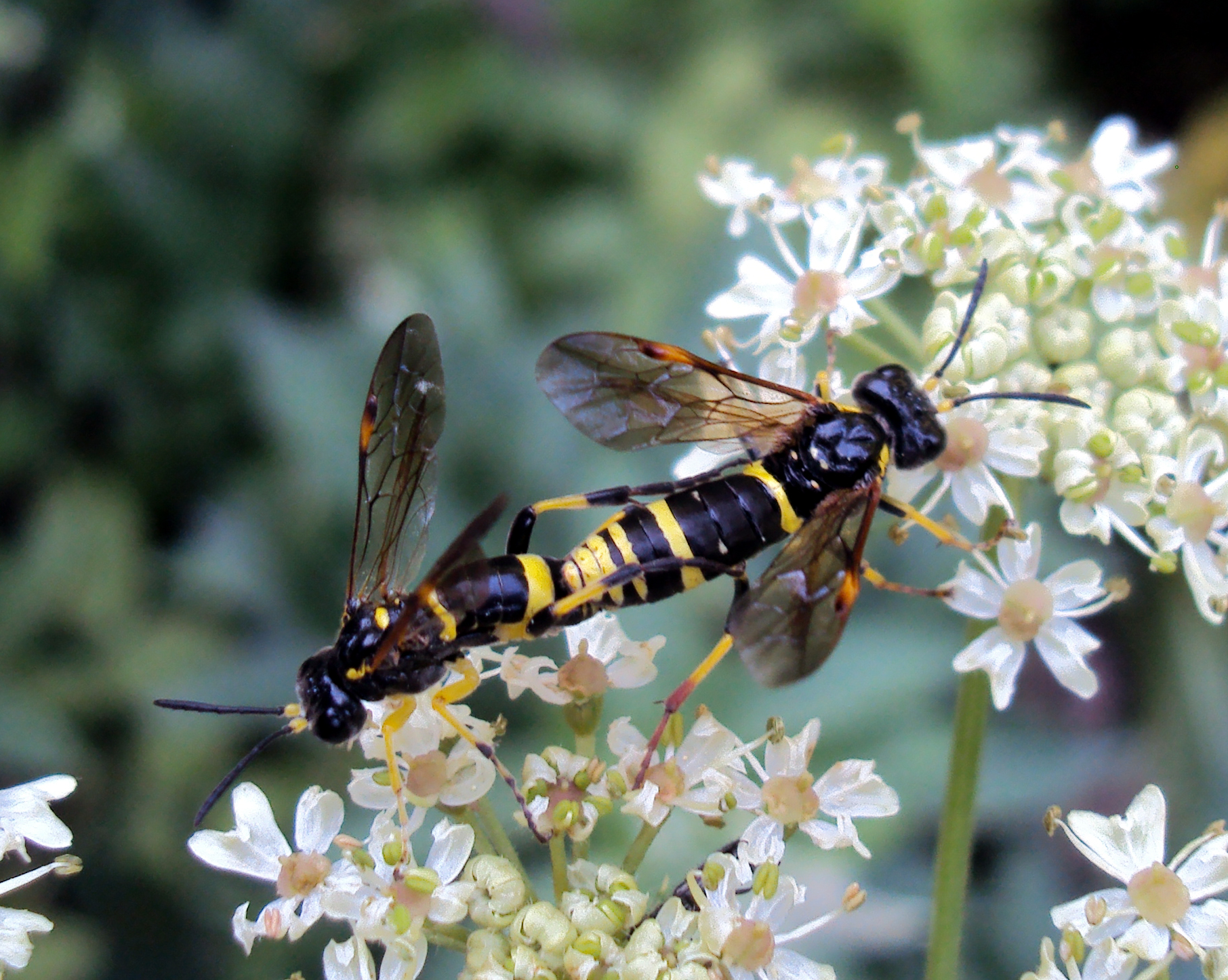